# لی کولمار
لی کولمار (آلمانی: Lee Kohlmar; ۲۷ فوریهٔ ۱۸۷۳ – ۱۴ مهٔ ۱۹۴۶) کارگردان فیلم و بازیگر اهل آلمان بود.

## فیلم‌شناسی
- غرب وحشی وحشی (۱۹۲۱)
- فرزندان لذت (۱۹۳۰)
- آن زن به او بد کرد (۱۹۳۳)
- تماس اضطراری (۱۹۳۳)
- خانه روتشیلت (۱۹۳۴)
- توئنتی‌اث سنچری (۱۹۳۴)
- راگلزهای رد گپ (۱۹۳۵)